# Valle del Jarama
Valle del Jarama és una subcomarca de la Sierra Norte de Madrid, a la Comunitat de Madrid, formada pels següents municipis:
- Patones
- Redueña
- Torrelaguna
- Torremocha de Jarama
- El Vellón

El riu Jarama en aquesta zona forma l'inici d'una vall que es va a caracteritzar per l'amplitud de les seves terrasses i per la seva fertilitat, anunciant ja un paisatge típic de regadiu encara en aquesta tram del Jarama barrejat amb agricultura de secà. Destaquem de la subcomarca la importància de l'aigua, com ho demostra el gran nombre d'infraestructures hidràuliques (canals, antigues caceres, ponts, almenares, etc.), distribuïts per tot el seu territori. Des del punt de vista del mitjà físic, vam destacar la presència de calcàries en Torrelaguna i Patones que contrasta amb el granit al que la Serra Nord de Madrid ens té acostumats. Els municipis que componen aquesta subcomarca compten amb un patrimoni cultural i natural de gran importància: la presa del Atazar, l'entorn de Patones, el bosc de sureres de Torrelaguna, el museu d'agricultura de Torremocha del Jarama, etc.